# Baños de Montemayor
Baños de Montemayor là một đô thị trong tỉnh Cáceres, Extremadura, Tây Ban Nha. Theo điều tra dân số 2005 (INE), đô thị này có dân số là 721 người.

## Biến động dân số
| 716 | 712 | 618 | 695 | 731 | 718 | 710 | 672 | 702 | 746 |